# شاپرک گلستانی
شاپرک گلستانی (نام علمی: Calyciphora golestanica) نام یک گونه از تیره پرپرواران است. زیستگاه این شاپرک استان گلستان در ایران است.